# Bryconaethiops
Genre
Bryconaethiops est un genre de poissons de la famille des Alestidae.

## Liste d'espèces
Selon FishBase (05 juin 2015):
- Bryconaethiops boulengeri Pellegrin, 1900
- Bryconaethiops macrops Boulenger, 1920
- Bryconaethiops microstoma Günther, 1873
- Bryconaethiops quinquesquamae Teugels & Thys van den Audenaerde, 1990
- Bryconaethiops yseuxi Boulenger, 1899